# الخزازنة آيت عيسى (سيدي عبد الرزاق)
الخزازنة آيت عيسى هي إحدى مشيخات المملكة المغربية، تتبع جغرافيا لإقليم الخميسات وإداريًا لسيدي عبد الرزاق. يقدر عدد سكانها بـ 5581 نسمة حسب الإحصاء الرسمي للسكان والسكنى لسنة 2004.